# Дембовский (лунный кратер)
Кратер Дембовский (лат. Dembowski) — останки древнего ударного кратера на восточной границе  Залива Центральный на видимой стороне Луны. Название присвоено в честь итальянского астронома Геркулеса Дембовского (1815—1881) и утверждено Международным астрономическим союзом в 1935 г.

## Описание кратера
Ближайшими соседями кратера являются кратер Триснеккер на западе-северо-западе; кратер Гигин на севере; кратер Агриппа на востоке-северо-востоке; кратер Годен на востоке-юго-востоке; кратер Ладе на юго-востоке и кратер Рэтик на юго-западе. На западе от кратера находятся борозды Триснеккера и Залив Центральный; на севере борозда Гигина и Море Паров, на востоке Море Спокойствия. Селенографические координаты центра кратера 55°01′ ю. ш. 2°59′ з. д. / 55,02° ю. ш. 2,98° з. д., диаметр 26,1 км, глубина 0,28 км.
Кратер затоплен лавой, над поверхностью лавы выступает лишь западная часть вала, восточная часть вала полностью разрушена и обозначена лишь небольшим возвышением. Остаток вала имеет полигональную форму. Высота остатков вала над окружающей местностью достигает 870 м, объем кратера составляет приблизительно 440 км³. Дно чаши кратера выровнено лавой.

## Сателлитные кратеры
| Дембовский | Координаты                                        | Диаметр, км |
| ---------- | ------------------------------------------------- | ----------- |
| A          | 3°01′ с. ш. 6°28′ в. д. / 3,01° с. ш. 6,46° в. д. | 5,2         |
| B          | 2°31′ с. ш. 6°11′ в. д. / 2,52° с. ш. 6,19° в. д. | 7,4         |
| C          | 2°03′ с. ш. 7°20′ в. д. / 2,05° с. ш. 7,33° в. д. | 15,0        |